# Berriane
Berriane es un municipio (baladiyah) de la provincia o valiato de Gardaya en Argelia. En abril de 2008 tenía una población censada de 30 200 habitantes.
Se encuentra ubicado en el centro del país, entre la cordillera del Atlas y el desierto del Sahara.